# Elizabeth xứ York
Elizabeth xứ York (tiếng Anh: Elizabeth of York; tiếng Pháp: Élisabeth d'York; Tiếng Tây Ban Nha: Isabel de York; 11 tháng 2, năm 1466 - 11 tháng 2, năm 1503), là Vương hậu của Vương quốc Anh với tư cách là người vợ duy nhất của Henry VII của Anh. Bà là mẹ của con trai đầu tiên của Henry VII, Arthur, Thân vương xứ Wales, và người kế vị ông, vị vua tương lai Henry VIII của Anh. Ngoài ra, hai con gái khác của bà là Margaret, Vương hậu xứ Scotland và Mary Tudor, Vương hậu Pháp về sau cũng đáng chú ý với những cuộc hôn nhân quan trọng, gần như làm thay đổi toàn bộ lịch sử nước Anh.
Là con gái lớn nhất của Edward IV của Anh và Elizabeth Woodville, Công chúa Elizabeth xứ York là yếu tố quan trọng thiết lập nền hòa bình thịnh trị của Vương quốc Anh sau khi Henry VII đánh bại Richard III của Anh trong Trận Bosworth, và đang muốn xác lập quyền kế vị ngai vàng nước Anh. Việc cưới Elizabeth khiến Henry VII thành lập nên Nhà Tudor trong sự ủng hộ của những thế lực nhà York cũ.

## Thân thế

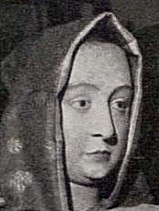
Hình nộm nổi trong mộ của Elizabeth.

Elizabeth sinh ra trong Cung điện Westminster ở Luân Đôn, là con gái đầu tiên và cũng là hậu duệ lớn nhất trong cuộc hôn nhân hợp pháp giữa Edward IV của Anh và Elizabeth Woodville. Cần phải nhấn mạnh "hôn nhân hợp pháp" của hai người, là vì cả Edward IV lẫn Elizabeth Woodville đều đã có hậu duệ từ những mối quan hệ/cuộc hôn nhân trước, mà trong đó Edward IV nổi tiếng có nhiều tình nhân và con ngoài giá thú, còn Elizabeth Woodville từng kết hôn với Sir John Grey và có 2 con trai họ Grey.
Quốc vương Edward IV là con trai lớn nhất của Richard Plantagenet, Công tước thứ 3 xứ York, người lãnh đạo nhà York và Cecily Neville, người xuất thân từ nhà Neville danh giá của phía Bắc nước Anh. Còn mẹ bà, Elizabeth Woodville là con gái lớn nhất của Richard Woodville, Bá tước Rivers thứ nhất, một thường dân và Jacquetta xứ Luxembourg, con gái của Peter I xứ Luxembourg và Margaret xứ Baux. Lễ rửa tội của Elizabeth được diễn ra tại Tu viện Westminster, có sự hiện diện của bà ngoại bà Jacquetta và bà nội bà là Cecily Neville.
Vào năm 1469, tức vào khoảng 3 tuổi, Elizabeth đã được hứa hôn với George Neville, con trai cả và là người thừa kế của John Neville, Hầu tước xứ Montagu thứ nhất - con trai thứ của Bá tước Salisbury và là em trai của Warwick, The Kingmaker. Không lâu sau đó, vào khoảng 1470 đến 1471, Bá tước Warwick nổi dậy lật đổ Edward IV, Hầu tước Montagu tham gia ủng hộ Warwick, vì vậy hôn ước bị hủy bỏ ngay lập tức.
Năm 1475, Louis XI của Pháp đồng ý việc hôn ước giữa Elizabeth - khi đó 9 tuổi - với người kế vị của ông, Charles VIII của Pháp. Và để tương lai trở thành Vương hậu của Vương quốc Pháp, công chúa Elizabeth thậm chí đã được giáo dục phù hợp cho vị trí ấy khi học tiếng Pháp, tiếng Latinh và các vấn đề khác. Năm 1477, khi 11 tuổi, Elizabeth được phong vào hàng 「Lady of the Garter」, cùng với mẹ và bà cô là Bà Công tước xứ Suffolk. Vào năm 1482, Louis XI hủy hôn ước, khi muốn con trai cưới con gái của ĐẠi Vương công Maximilian của Áo.

## Chị của nhà Vua và cháu gái nhà Vua
Ngày 9 tháng 4 năm 1483, Edward IV đột ngột qua đời, và em trai của bà là Edward kế vị, tức Edward V của Anh. Vì Tân vương còn nhỏ, nên người chú của Elizabeth, Richard, Công tước xứ Gloucester, đã được chỉ định làm Bảo Hộ công theo di chúc của Quốc vương Edward IV, mặc cho sự phản đối của Thái hậu Elizabeth. Theo di chúc, Edward IV nhận thấy Vương hậu Elizabeth cùng nhà Woodville quá tham vọng và không được sự ủng hộ, nên mệnh cho Richard đảm nhận vai trò quyền lực để bảo vệ nhà York, tránh cho Vương hậu Elizabeth trở thành Thái hậu và nắm quyền của một nhiếp chính.
Giữa lúc Richard phải về Luân Đôn, Thái hậu Elizabeth ảnh hưởng lên Hội đồng Cơ mật để sửa di chúc, để Richard thay vì là "Bảo Hộ công" mà chỉ trở thành thành viên của Hội đồng Cơ mật, đồng thời bổ nhiệm các chức vụ trọng yếu cho người nhà Woodville, và dĩ nhiên cũng để Thái hậu trở thành người nắm quyền tiên quyết nhất. Bảo Hộ công Richard sau đó đón đầu Tân vương Edward V đang từ Ludlow đến Luân Đôn để chuẩn bị cho việc lên ngôi. Tân vương nhanh chóng bị chú mình đưa về Tháp Luân Đôn, và theo như Richard công bố, là để bảo vệ sự an toàn của Tân vương. Thái hậu Elizabeth nghe được tin tức này và ngay lập tức cảm thấy sự đe dọa từ Bảo Hộ công, bèn đưa công chúa Elizabeth cùng các em bà đến hầm trú ẩn tại Tu viện Westminster. Ngày 16 tháng 6, Bảo Hộ công Richard thuyết phục Thái hậu Elizabeth đưa người con trai còn lại, Richard xứ Shrewsbury, Công tước xứ York, cũng vào Tháp Luân Đôn và hứa rằng sẽ trả tự do sau khi Tân vương Edward V thành công làm Lễ đăng quang.
Hai tháng sau đó, ngày 22 tháng 6 năm ấy, theo đúng kế hoạch thì Lễ đăng quang của Edward V sẽ diễn ra, thế nhưng Bảo Hộ công Richard tuyên bố hôn nhân giữa Edward IV và Elizabeth Woodville là 「Bất hợp pháp」, Elizabeth Woodville trở về với danh hiệu "Phu nhân Elizabeth Grey" với thân phận là vợ của người chồng quá cố là Sir John Grey. Bảo Hộ công Richard đưa ra rằng trước khi Edward IV kết hôn với Elizabeth Woodville, ông đã có hôn ước với Eleanor Talbot mà không hề có một giấy hủy hôn ước chính thức nào, do đó bất kỳ việc kết hôn về sau của Edward IV đều trên cơ bản không có hiệu lực. Dựa theo lý do mà Bảo Hộ công chỉ điểm, Hội đồng Nghị viện đưa ra 「"Titulus Regius"」 để củng cố cáo buộc này. Cách này khiến Elizabeth xứ York cùng các em mình, bao gồm cả vị "Tân vương Edward V" trong Tháp Luân Đôn kia, đều trở thành con bất hợp pháp và không có quyền thừa kế ngai vàng.
Lý do này khiến anh của Bảo Hộ công Richard là Quốc vương Edward IV hoàn toàn không có hậu duệ hợp pháp trên ngai vàng nữa, nên khiến Richard trở thành "Người nhà York còn lại" có đầy đủ quyền và nghĩa vụ để lên ngôi kế vị ngai vàng nước Anh. Ngày 6 tháng 7 năm đó, Richard cùng vợ là Anne Neville cùng có Lễ đăng quang đôi tại Tu viện Westminster, tức Richard III của Anh.

## Hôn ước với Henry Tudor

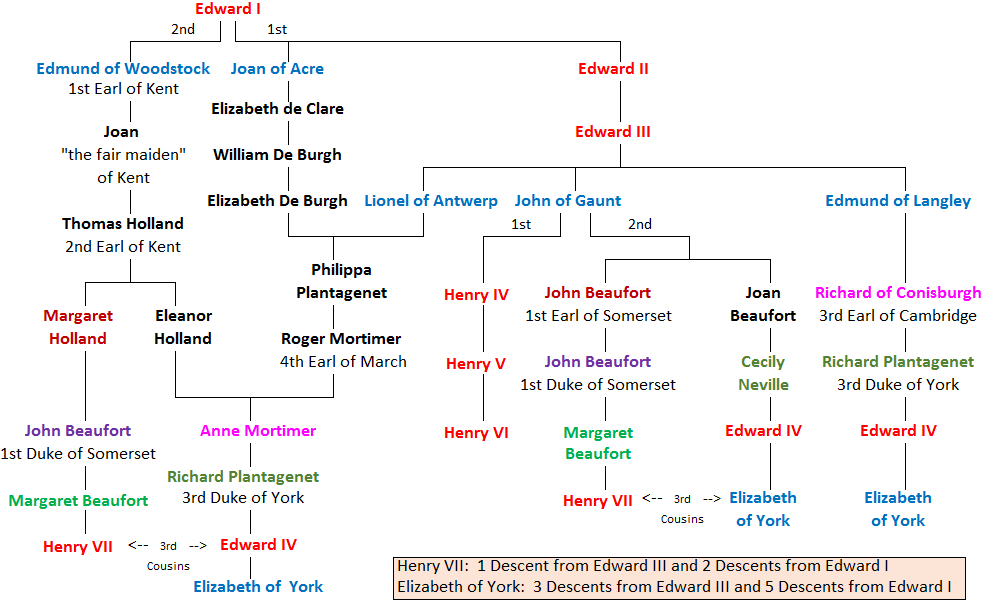
Tổng quan nguồn gốc tổ tiên của Henry Tudor và Elizabeth xứ York.

Ngay sau khi Richard III lên ngôi, Edward V cùng em trai là Richard xứ Shrewsbury đều biến mất trong Tháp Luân Đôn, trở thành một bí ẩn không bao giờ được giải đáp của lịch sử Anh. Rất nhiều ghi chép đương thời đều cho rằng cả hai đều bị giết hại, và thủ phạm rất có khả năng là Richard III, đồng thời còn có những cái tên khác, như Henry Stafford, Công tước thứ 2 xứ Buckingham lẫn người kế vị sau đó, Henry Tudor.
Mẹ của Elizabeth là bà Elizabeth Woodville ngay sau đó liên kết với Lady Margaret Beaufort, mẹ của Henry Tudor, một người kế thừa ngai vàng nước Anh theo dòng họ Lancaster. Không có bất kỳ ghi nhận nào về suy nghĩ của Elizabeth Woodville cùng con gái mình về sự biến mất của hai người, kể cả thuyết về Richard III, Buckingham lẫn Tudor. Và các sử gia nhận định rằng hôn nhân này giữa Elizabeth cùng nhà Tudor sẽ không hủy bỏ dù bản thân Elizabeth có xem Henry Tudor như thủ phạm giết hai em trai bà. Dù Henry Tudor có xuất thân là hậu duệ của Edward III của Anh thông qua việc mẹ ông là chắt của John xứ Gaunt, Công tước Lancaster, nhưng khả năng kế vị của ông rất yếu do một đạo luật từ thời Richard II của Anh. Theo đó, Hội đồng Nghị viện tước đi quyền thừa kế của dòng dõi Công tước John cùng Katherine Swynford, mà Lady Margaret Beaufort lại là hậu duệ của Công tước John từ nhánh này.
Với quyền kế vị ít ỏi này, Lady Margaret Beaufort cùng Elizabeth Woodville đã đồng ý rằng sẽ ủng hộ Henry Tudor lên ngôi, với điều kiện con gái của Elizabeth Woodville là công chúa Elizabeth sẽ trở thành Vương hậu. Tháng 12 năm 1483, Henry Tudor tại Rennes đã tuyên thệ sẽ thực hiện hôn ước và nhân đó chiêu binh để chống lại Richard III.
Năm 1484, vương nữ Elizabeth cùng mẹ và các em quay trở về lại triều đình Luân Đôn sau khi Richard III chủ động hòa hợp lại với mẹ bà. Việc này khiến người ta tin rằng Elizabeth Woodville nhìn nhận Richard III không giết hai con trai bà trong vụ án tháp Luân Đôn, và cũng có tin đồn rằng Richard III muốn cưới công chúa Elizabeth vì Anne Neville đang hấp hối và cả hai không có con thừa tự. Cuốn Croyland Chronicle nói rằng, Quốc vương Richard III đã phải phủ nhận tin đồn đầy ghê tởm này. Ngay sau khi Anne Neville qua đời, Richard III gửi công chúa Elizabeth trở lại Sheriff Hutton và đề nghị với João II của Bồ Đào Nha về việc cưới chị gái ông ta, Joana, Nữ Thân vương của Bồ Đào Nha làm Kế hậu, đồng thời còn đề nghị hôn ước giữa công chúa Elizabeth với Công tước Manuel, chính là Manuel I của Bồ Đào Nha trong tương lai..
Ngày 7 tháng 4 năm 1485, Henry Tudor dẫn quân đổ bộ lên nước Anh. Đến ngày 22 tháng 4, Henry Tudor và Richard III có một trận giao tranh quyết định tại Trận Bosworth, và Richard III bị giết ngay trong trận chiến này. Henry Tudor ngay sau đó tuyên bố quyền lực cai trị nước Anh một cách hợp pháp được gọi là Right of conquest và lên ngôi với xưng hiệu Henry VII của Anh.

## Vương hậu nước Anh

### Kết hôn với Henry VII

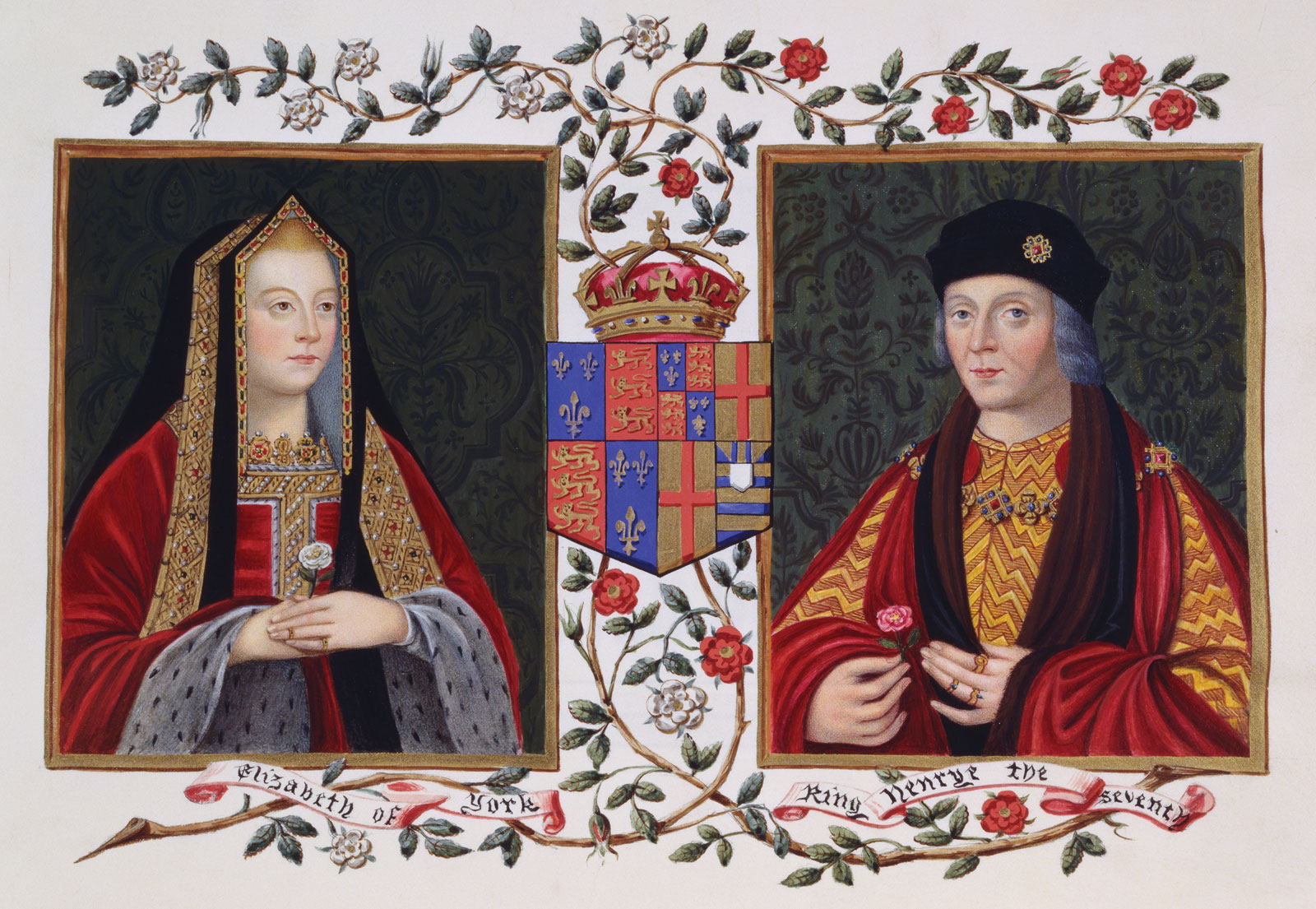
Elizabeth và Henry VII. Vương hậu Elizabeth đang cầm đóa hoa hồng trắng, biểu tượng của nhà York, còn Vua Henry cầm hoa hồng đổ, biểu tượng cho nhà Lancaster.

Với tư cách là người con gái lớn nhất của Edward IV, và việc không còn người thừa kế nam của dòng họ York, công chúa Elizabeth có quyền kế vị cao nhất cho ngai vàng nước Anh. Dù ban đầu Henry Tudor đã phải buộc tuyên thệ lấy bà vì lý do chính trị, song Henry cũng muốn nhấn mạnh cuộc hôn nhân này sẽ thiết lập hòa bình giữa hai nhà, và làm yếu đi khả năng kế vị của những người thuộc dòng họ York khác.
Ông không muốn nhường quyền lực của mình với Elizabeth mà chỉ muốn khẳng định mình là người làm vua duy nhất, là người hoàn toàn đủ quyền cai trị độc lập, vì vậy ông đã quyết định làm Lễ đăng quang ngay ngày 30 tháng 10 năm 1485 dưới sự chứng kiến của Thomas Bourchier tại Tu viện Westminster. Theo đó, hôn lễ của cả hai diễn ra vào ngày 18 tháng 1 năm 1486, điều này là một giải pháp mà Henry VII "dằn mặt" với tàn dư nhà York bằng quyền kế vị của mình. Bên cạnh đó, Quốc vương Henry VII cũng thông qua Nghị viện Anh mà cho xóa bỏ "Titulus Regius" được ban dưới thời Richard III nhằm hợp thức hóa thân phận của bà, xác nhận Edward V là "người tiền nhiệm" của mình.
Đồng thời, Henry VII còn phải xin phép giải trừ từ Giáo hoàng, do cả hai đều là hậu duệ của John xứ Gaunt, mà Luật quy tắc hôn nhân của Công giáo không chấp nhận họ hàng lấy nhau, được gọi bằng khái niệm 「Affinity」. Hai tờ giấy xin giải trừ được gởi đi, nhưng vào tận tháng 3 năm 1486, tức 2 tháng sau khi hai người kết hôn thì phép giải trừ có Tông sắc từ Giáo hoàng Innocent VIII mới đến nơi.
Ngày 20 tháng 9 năm 1486, đứa con trai đầu lòng của hai người, Arthur, Thân vương xứ Wales, được sinh ra. Cuối cùng vào ngày 25 tháng 11 năm 1487, Elizabeth xứ York được chính thức làm Lễ đăng quang trở thành Vương hậu nước Anh. Việc làm này của Henry VII như một biểu hiện quyền lợi hoàn toàn của mình, khi bản thân ông sở hữu quyền quyết định Lễ đăng quang sẽ diễn ra khi nào, cũng cho thấy ngai vàng hoàn toàn thuộc về ông.
Dù là một cuộc hôn nhân chính trị ngay từ ban đầu, cũng như mặc cho việc Henry VII liên tiếp áp đảo và "dằn mặt" Elizabeth ra sao, các sử gia ghi nhận hai người có một cuộc sống hạnh phúc và hòa thuận cùng nhau. Sử gia Thomas Penn khi viết lý lịch về Henry VII đã nhìn nhận đây là:「This was a marriage of 'faithful love'」. Cũng vì lúc này, Henry VII đã tạo ra hoa hồng Tudor, khi biên ra mình đại diện nhà Lancaster mà cầm hoa hồng màu đỏ, còn Elizabeth đại diện nhà York là hoa hồng trắng. Thực tế tuy nhà York có từng sử dụng cờ hiệu hoa hồng trắng, nhưng nhà Lancaster chỉ được ghi nhận thỉnh thoảng dùng cờ hiệu hoa hồng màu vàng, bản thân Henry VI của Anh lại dùng hình linh dương. Việc màu đỏ của Lancaster, màu trắng của York để tạo nên cách gọi Chiến tranh Hoa Hồng chỉ là từ đời Tudor trở đi. Sau đó, Elizabeth xứ York hạ sinh liên tục thêm 6 người con, trong đó phải kể đến: Arthur, Thân vương xứ Wales, Margaret, Vương hậu Scotland, Henry VIII của Anh và Mary Tudor, Vương hậu Pháp.
Từ khi thành lập nên triều đại Tudor, mẹ của Henry VII là Lady Margaret Beaufort đã định ra rất nhiều quy củ, trong đó có quy định vào những tháng cuối kỳ mang thai của Vương hậu, bà sẽ được tách biệt hoàn toàn, được gọi là 「Seclusion」. Với tình trạng này, xung quanh Vương hậu chỉ cho phép phụ nữ lui tới, toàn phòng phải được phủ kín bởi những tấm thảm thêu (gọi là 'Tapestry'), chỉ chừa ánh sáng và gió thổi từ 1 cánh cửa sổ duy nhất, như vậy tất cả mọi khí chướng sẽ không chạm được bào thai của Vương hậu. Elizabeth xứ York là Vương hậu đầu tiên của nước Anh tuân thủ quy tắc này - một quy tắc đặc thù của triều đình nước Anh kéo dài mãi đến thế kỉ 18.
Người con đầu của họ được đặt tên "Arthur", lấy từ tên của vị Vua huyền thoại là Vua Arthur, ám chỉ nhà Tudor sẽ có một khởi đầu mới cho toàn bộ nước Anh. Và để đúng ý nghĩa khởi đầu, họ cần tìm đồng minh qua hôn nhân của con trai, cuối cùng họ nhắm đến con gái út của hai vị Song vương Công giáo nổi tiếng nhất thế giới khi ấy, Catalina của Aragón.

### Cuộc sống hôn nhân

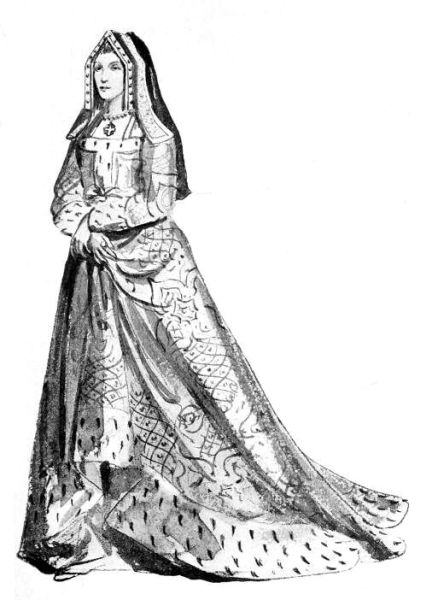
Elizabeth xứ York, vẽ bởi Percy Anderson.

Trong lịch sử Anh lẫn Châu Âu, Henry VII bị xem là một người bủn xỉn cùng keo kiệt, thậm chí có biệt danh 「"Quốc vương Mùa đông"」 vào khoảng đầu thế kỉ 21. Nhưng Henry VII cũng biết mình không thể tiết kiệm trong việc khuếch trương triều đình của mình, không chỉ đem hình ảnh Vương quốc Anh dưới thời kỳ Tudor trở nên hào nhoáng, mà còn để thu hút các ánh mắt ngoại giao của Tây Ban Nha cùng Pháp - hai triều đình hùng mạnh và lộng lẫy nhất của thế giới Cơ Đốc giáo khi ấy. Lúc này vai trò của Elizabeth xứ York cực kỳ quan trọng, vì khi 14 tuổi Henry VII đã rời khỏi nước Anh, trong khi đó Elizabeth từ nhỏ đã tiếp xúc các lễ nghi của triều đình, cũng như chứng kiến hết các thứ để làm nên một triều đại. Đó là lý do Elizabeth xứ York vẫn có vai trò nhất định trong triều đình về sau, dù mẹ của Henry VII là Lady Margaret Beaufort mới có sức ảnh hưởng thực tế.
Theo các tài liệu đương thời, Elizabeth xứ York là một người phụ nữ đẹp, với nước da sáng mịn, mái tóc vàng óng cùng thân hình mảnh mai cao ráo, hoàn toàn đúng xu hướng quan niệm cái đẹp khi ấy. Đây được cho là do bà thừa hưởng từ mẹ mình, Elizabeth Woodville, là người được ghi nhận là đại mỹ nhân đương thời. Khi là Vương hậu, Elizabeth xứ York không xen nhiều vào việc chính trị, vì lẽ mẹ ruột của bà là Thái hậu Elizabeth Woodville đã bị nhà vua gạt ra khỏi triều đình, đồng thời mẹ ruột của nhà vua là Lady Margaret Beaufort dần nắm quyền hành khi mang danh xưng 「"My lady The King's mother"」. Dẫu vậy, Elizabeth cũng có một kiến thức xã giao nhất định, bà nhân từ với bạn bè của mình, các Thị tùng cùng Nữ hầu cũng được bà chiếu cố. Một ví dụ cho tính chăm sóc của bà là bà có gửi kiệu riêng của mình cho con dâu, Catherine xứ Aragon, để Catherine có thể đi lại thoải mái. Về phong cách sống, Elizabeth sử dụng tiền bạc tương đối rộng rãi, một phần vì bà có thừa hưởng những khoản thu nhập có từ gia tộc York của mình. Vua Henry VII cũng thường xuyên gửi các quà tặng quý giá cho bà, nhằm thể hiện một cuộc hôn nhân hạnh phúc. Elizabeth cũng là một hình mẫu Vương hậu thời kỳ Trung cổ điển hình khi rất sùng đạo và tham gia nhiều việc từ thiện, một trong ba việc làm thể hiện nhân đức đối thần của Công giáo.
Mặt khác, Elizabeth xứ York thường dành nhiều thời gian cho con cái tại Cung điện Elsyng, một việc được coi là không thông thường vào thời điểm ấy vì phục vụ các Vương tử cùng Vương nữ đều do các quan chức và hầu cận đảm nhiệm, hơn nữa các Vương tử cùng Vương nữ cũng thường được gửi đi trong một hệ thống quản hộ riêng nhằm tránh dịch bệnh hoặc vấn đề y tế. Và dù Arthur được chăm chút hơn vì là người kế vị, Elizabeth cũng chú ý sự giáo dục của con trai thứ, Henry, người là Henry VIII tương lai. Bên cạnh việc Henry VII rất thích tiêu xài để thể hiện mình, ít ai biết Elizabeth xứ York cũng chia sẻ chung niềm vui này. Bà thường yêu thích ca múa, hát hò, du lãm, và đánh bạc, trong đó đánh bạc là niềm vui chung mà bà chia sẻ với Henry VII nhiều nhất. Có nhiều tư liệu chép lại bà thích đi săn bắn, khi bà còn mua một bộ cung tên. Những điều này trên thực tế đều là những sở thích rất bình thường đối với một công chúa của Vương thất. Bà dường như cũng thích đọc sách khi bảo trợ William Caxton.
Hình ảnh của Elizabeth xứ York với triều đại Tudor thuở đầu có thể khẳng định rất quan trọng. Sau khi bà trở thành Vương hậu, Henry VII nhanh chóng gả những người nhà York cho những cận thần Lancaster, bao gồm hai em gái của bà là Cecily cùng Anne, lẫn em họ là Margaret Pole, Nữ Bá tước Salisbury. Họ đều được Henry VII gả cho những người theo phe hoặc có liên hệ với nhà Lancaster, cho nên không chỉ Elizabeth là có vai trò 「"Hàn gắn York và Lancaster"」, mà toàn bộ Công chúa nhà York cũng có vai trò này với Elizabeth xứ York là biểu tượng. Từng có tin đồn Henry VII keo kiệt đến nỗi khiến Elizabeth xứ York phải sống nghèo túng. Nhưng sự thực việc ông hà tiện chỉ xảy ra những năm cuối trị vì, thông qua những lá thư cá nhân lẫn sắc lệnh chi phí tài chính của ông. Những bức thư còn trong Viện lưu trữ quốc gia Anh (British National Archives) cho thấy Elizabeth xứ York cực kỳ mộ đạo và rất có tinh thần trong việc làm từ thiện, thứ thể hiện đức tính mộ đạo điển hình của nhiều tôn giáo không chỉ với Công giáo, do đó bà có tình trạng cho đi những số tiền từ gia sản của mình. Bà cũng tài trợ tiền bạc cho các Tu sĩ cùng các Chức sắc tôn giáo khác.
Và cho dù Lady Margaret Beaufort mới là người ảnh hưởng Henry VII nhiều nhất, nhưng điều này không có nghĩa Elizabeth xứ York bị lu mờ. Như có một tài liệu ghi lại nhà vua đã quyết định nghe theo vợ mình hơn là mẹ mình, khi quyết định bổ nhiệm một người vào chức Giám mục còn để trống. Bà cũng thường xuyên đi công tác cùng nhà vua, như dịp sự kiện năm 1500 tại Calais khi hai vợ chồng cùng đón tiếp Philipp, Công tước xứ Bourgogne. Elizabeth cũng thể hiện tài ngoại giao và học thức khi trao đổi chuẩn bị hôn nhân giữa Arthur cùng Catherine qua thư từ với Nữ vương Isabel I của Castilla.

## Qua đời
Năm 1502, tháng 4, người thừa kế ngai vàng nhà Tudor là Arthur, Thân vương xứ Wales qua đời khi tuổi còn rất trẻ. Quốc vương Henry VII đã rất đau buồn vì chuyện này. Vương hậu Elizabeth được cho biết đã kiên cường gạt đi nỗi đau mất con và an ủi ông rất nhiều, rằng bản thân nhà vua cũng là con trai duy nhất của mẹ ông nhưng cũng có thể trở thành Quốc vương. Và nói rằng Chúa còn để 1 con trai và 2 cô con gái khác, và nhấn mạnh hai vợ chồng còn đủ trẻ để có thêm con cái. Sau khi bà về phòng, các người hầu báo lại bà đã ngã quỵ và đau khổ rất nhiều, khiến Henry VII phải đến an ủi bà.

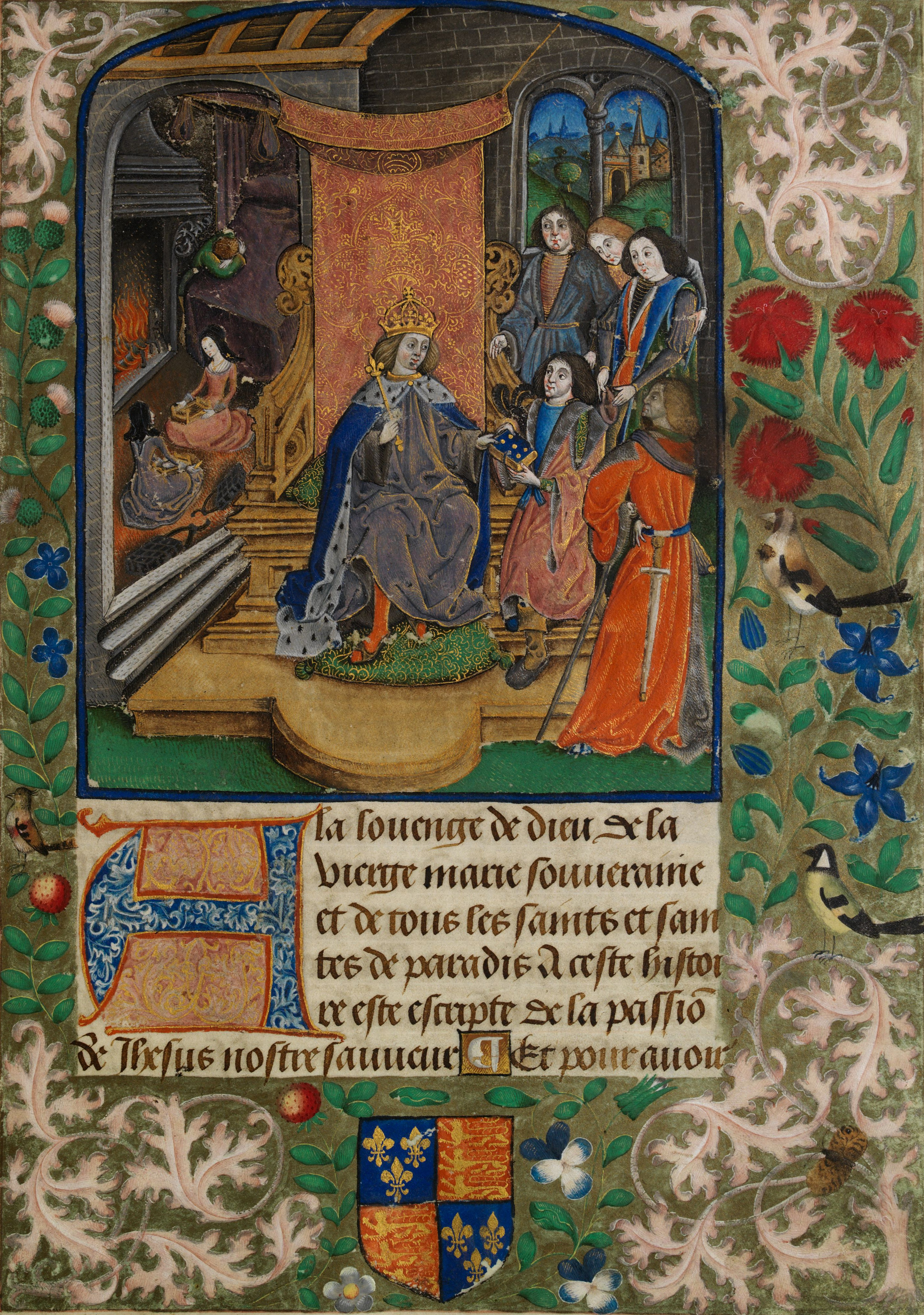
Tranh minh họa gia đình Tudor tang tóc vì cái chết của Elizabeth xứ York trong Vaux Passional.

Không lâu sau khi Arthur qua đời, Elizabeth mang thai và đến đầu năm 1503 thì bà đến giai đoạn kiêng cữ nên lưu lại Tháp Luân Đôn. Ngày 2 tháng 2 cùng năm, Elizabeth hạ sinh đứa con cuối cùng, Katherine Tudor, nhưng đứa bé chết yểu sau đó vài ngày. Sang ngày 11 tháng 2, do hậu quả của triệu chứng nhiễm trùng sau sinh, Elizabeth xứ York qua đời khi 37 tuổi ngay ngày sinh nhật. Cái chết của bà khiến toàn bộ gia đình nhỏ rơi vào đau thương, Henry VII cùng các con đã thương tiếc bà rất nhiều. Một sử gia đương thời nhà vua đã "tan nát trái tim" và hoàn toàn "vỡ nát" sau khi chứng kiến sự thật về sự ra đi của vợ. Theo một nguồn ghi nhận, Henry VII đã trốn đến một nơi yên tĩnh trong một thời gian, không ai dám đến gần ông. Sau khi Elizabeth xứ York qua đời, Henry VII cũng trở bệnh nặng, và ngoại trừ mẹ ông là Lady Margaret, không ai dám đến gần chăm sóc ông cả. Hằng năm, cứ đến ngày mất của bà, Henry VII đều làm lễ cầu siêu, thắp 100 cây nến và rung chuông nhà thờ để tưởng nhớ bà.
Năm 2012, loạt sách minh họa có tên Vaux Passional được tìm thấy tại Thư viện quốc gia xứ Wales (National Library of Wales), đây từng là vật sở hữu của riêng Henry VII. Quyển sách có tranh minh họa rõ sau cái chết của Elizabeth xứ York, gia đình Tudor đã ảm đạm rất sâu sắc, khi nhà vua nhận bản sách chép tay trong lúc vẫn mặc Áo bào đen để tang. Bức tranh minh họa cũng thấy rõ sắc mặt đau thương của ông. Bên trái ông thể hiện khung cảnh đằng sau lưng, là 3 người con nhà Tudor, trong đó Mary cùng Margaret đều đội khăn đen, và Henry VIII đang úp mặt xuống chiếc giường trống rỗng của mẹ mình.

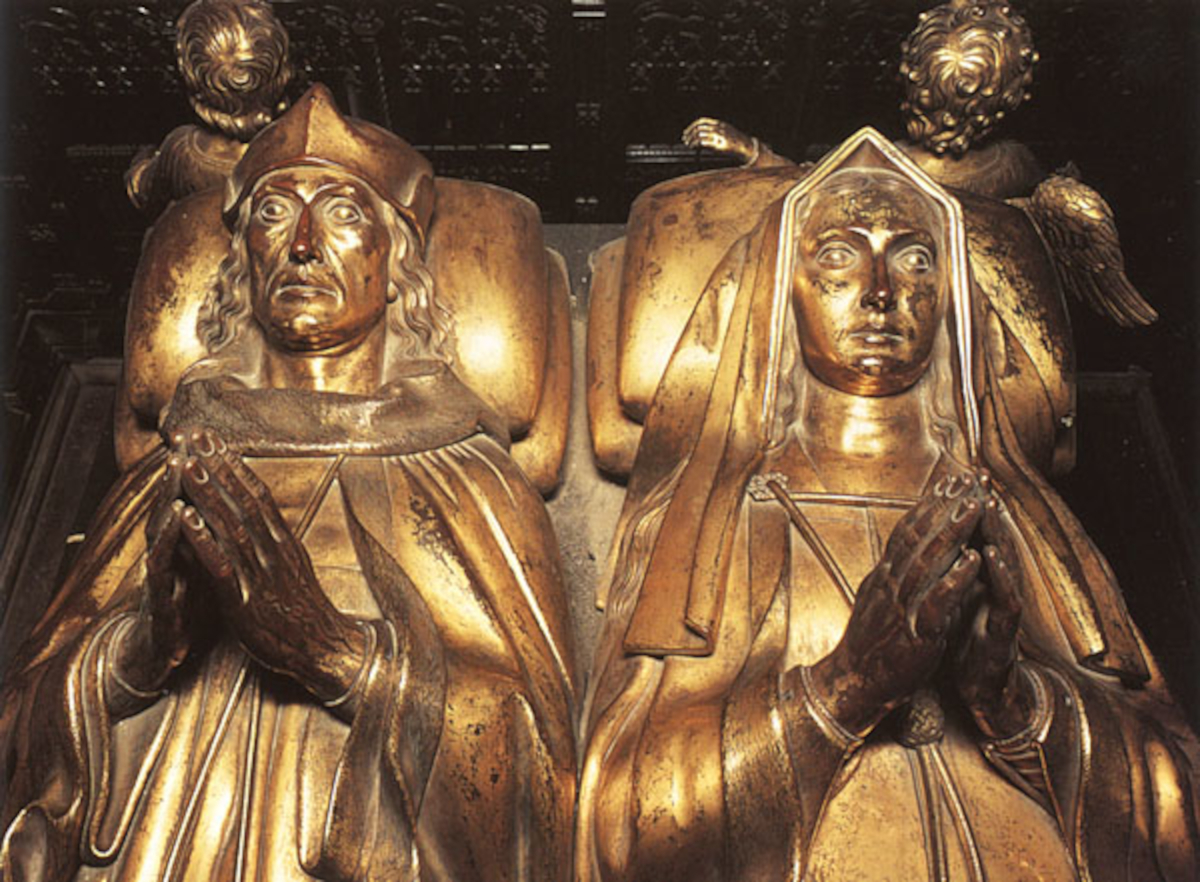
Hình chạm nổi trên quan tài đôi của Henry VII cùng Elizabeth xứ York.

Về sau, Henry VII tiếp tục có ý tái hôn vì thiết đặt liên minh, những người được cân nhắc đều là các góa phụ trẻ: Joanna, Thái hậu Napoli (con gái Ferdinand I của Napoli), Juana I của Castilla (chị của Catalina của Aragón) lẫn Margarete của Áo (chị dâu của Catalina). Nhưng cuối cùng ông vẫn ở vậy đến già. Cũng trong các tài liệu khi phái Đặc sứ đi dạm hỏi, Henry VII mô tả những yêu cầu trên cơ bản là ông liên tưởng đến Elizabeth.
Sau năm 1503, Tháp Luân Đôn không còn sử dụng như nơi sinh hoạt của Vương thất nữa, con cái của Henry VIII đều được sinh ở những nơi khác nhau. Tính keo kiệt của Henry VII kể từ cái chết của Elizabeth ngày càng lộ ra và nổi tiếng hơn bao giờ hết. Sau cùng, Elizabeth xứ York cùng Quốc vương Henry VII đã được chôn cùng nhau trong cùng một gian bệ thờ tại Tu viện Westminster, mộ của cả hai là một quan tài đôi với 1 đôi tượng khắc nổi trên nắp mộ.

## Tổ tiên
| \| \| \| \| \| \| \| \| \| \| \| \| \| \| \| \| \| \| \| \| 16. Edmund xứ Langley \| \| \| \| \| \| \| \| \| \| \| \| \| \| \| \| \| \| \| \| \| \| \| \| \| \| \| \| \| \| \| \| \| \| \| \| \| \| \| \| \| \| \| \| \| \| \| \| \| \| \| \| \| \| 8. Richard xứ Conisburgh, Bá tước thứ 3 xứ Cambridge \| \| \| \| \| \| \| \| \| \| \| \| \| \| \| \| \| \| \| \| \| \| \| \| \| \| \| \| \| \| \| \| \| \| \| \| \| \| \| \| \| \| \| \| \| \| \| \| \| \| \| \| \| \| 17. Isabel của Castilla \| \| \| \| \| \| \| \| \| \| \| \| \| \| \| \| \| \| \| \| \| \| \| \| \| \| \| \| \| \| \| \| \| \| \| \| \| \| \| \| \| \| \| \| \| \| \| \| \| \| \| \| \| \| 4. Richard xứ York \| \| \| \| \| \| \| \| \| \| \| \| \| \| \| \| \| \| \| \| \| \| \| \| \| \| \| \| \| \| \| \| \| \| \| \| \| \| \| \| \| \| \| \| \| \| \| \| \| \| \| \| \| \| 18. Roger Mortimer, Bá tước xứ March thứ 4 \| \| \| \| \| \| \| \| \| \| \| \| \| \| \| \| \| \| \| \| \| \| \| \| \| \| \| \| \| \| \| \| \| \| \| \| \| \| \| \| \| \| \| \| \| \| \| \| \| \| \| \| \| \| 9. Anne de Mortimer \| \| \| \| \| \| \| \| \| \| \| \| \| \| \| \| \| \| \| \| \| \| \| \| \| \| \| \| \| \| \| \| \| \| \| \| \| \| \| \| \| \| \| \| \| \| \| \| \| \| \| \| \| \| 19. Alianore Holland \| \| \| \| \| \| \| \| \| \| \| \| \| \| \| \| \| \| \| \| \| \| \| \| \| \| \| \| \| \| \| \| \| \| \| \| \| \| \| \| \| \| \| \| \| \| \| \| \| \| \| \| \| \| 2. Edward IV của Anh \| \| \| \| \| \| \| \| \| \| \| \| \| \| \| \| \| \| \| \| \| \| \| \| \| \| \| \| \| \| \| \| \| \| \| \| \| \| \| \| \| \| \| \| \| \| \| \| \| \| \| \| \| \| 20. John Neville, Nam tước Neville thứ 3 xứ Raby \| \| \| \| \| \| \| \| \| \| \| \| \| \| \| \| \| \| \| \| \| \| \| \| \| \| \| \| \| \| \| \| \| \| \| \| \| \| \| \| \| \| \| \| \| \| \| \| \| \| \| \| \| \| 10. Ralph de Neville, Bá tước xứ Westmorland thứ nhất \| \| \| \| \| \| \| \| \| \| \| \| \| \| \| \| \| \| \| \| \| \| \| \| \| \| \| \| \| \| \| \| \| \| \| \| \| \| \| \| \| \| \| \| \| \| \| \| \| \| \| \| \| \| 21. Maud Percy \| \| \| \| \| \| \| \| \| \| \| \| \| \| \| \| \| \| \| \| \| \| \| \| \| \| \| \| \| \| \| \| \| \| \| \| \| \| \| \| \| \| \| \| \| \| \| \| \| \| \| \| \| \| 5. Cecily Neville \| \| \| \| \| \| \| \| \| \| \| \| \| \| \| \| \| \| \| \| \| \| \| \| \| \| \| \| \| \| \| \| \| \| \| \| \| \| \| \| \| \| \| \| \| \| \| \| \| \| \| \| \| \| 22. John xứ Gaunt \| \| \| \| \| \| \| \| \| \| \| \| \| \| \| \| \| \| \| \| \| \| \| \| \| \| \| \| \| \| \| \| \| \| \| \| \| \| \| \| \| \| \| \| \| \| \| \| \| \| \| \| \| \| 11. Joan Beaufort, Bà Bá tước xứ Westmorland \| \| \| \| \| \| \| \| \| \| \| \| \| \| \| \| \| \| \| \| \| \| \| \| \| \| \| \| \| \| \| \| \| \| \| \| \| \| \| \| \| \| \| \| \| \| \| \| \| \| \| \| \| \| 23. Katherine Swynford \| \| \| \| \| \| \| \| \| \| \| \| \| \| \| \| \| \| \| \| \| \| \| \| \| \| \| \| \| \| \| \| \| \| \| \| \| \| \| \| \| \| \| \| \| \| \| \| \| \| \| \| \| \| 1. Elizabeth xứ York \| \| \| \| \| \| \| \| \| \| \| \| \| \| \| \| \| \| \| \| \| \| \| \| \| \| \| \| \| \| \| \| \| \| \| \| \| \| \| \| \| \| \| \| \| \| \| \| \| \| \| \| \| \| 24. John Wydeville \| \| \| \| \| \| \| \| \| \| \| \| \| \| \| \| \| \| \| \| \| \| \| \| \| \| \| \| \| \| \| \| \| \| \| \| \| \| \| \| \| \| \| \| \| \| \| \| \| \| \| \| \| \| 12. Sir Richard Wydevill \| \| \| \| \| \| \| \| \| \| \| \| \| \| \| \| \| \| \| \| \| \| \| \| \| \| \| \| \| \| \| \| \| \| \| \| \| \| \| \| \| \| \| \| \| \| \| \| \| \| \| \| \| \| 25. Isabel Gobion \| \| \| \| \| \| \| \| \| \| \| \| \| \| \| \| \| \| \| \| \| \| \| \| \| \| \| \| \| \| \| \| \| \| \| \| \| \| \| \| \| \| \| \| \| \| \| \| \| \| \| \| \| \| 6. Richard Woodville, Bá tước Rivers thứ nhất \| \| \| \| \| \| \| \| \| \| \| \| \| \| \| \| \| \| \| \| \| \| \| \| \| \| \| \| \| \| \| \| \| \| \| \| \| \| \| \| \| \| \| \| \| \| \| \| \| \| \| \| \| \| 26. Thomas Bittlesgate \| \| \| \| \| \| \| \| \| \| \| \| \| \| \| \| \| \| \| \| \| \| \| \| \| \| \| \| \| \| \| \| \| \| \| \| \| \| \| \| \| \| \| \| \| \| \| \| \| \| \| \| \| \| 13. Joan Bittlesgate \| \| \| \| \| \| \| \| \| \| \| \| \| \| \| \| \| \| \| \| \| \| \| \| \| \| \| \| \| \| \| \| \| \| \| \| \| \| \| \| \| \| \| \| \| \| \| \| \| \| \| \| \| \| 27. Joan Beauchamp \| \| \| \| \| \| \| \| \| \| \| \| \| \| \| \| \| \| \| \| \| \| \| \| \| \| \| \| \| \| \| \| \| \| \| \| \| \| \| \| \| \| \| \| \| \| \| \| \| \| \| \| \| \| 3. Elizabeth Woodville \| \| \| \| \| \| \| \| \| \| \| \| \| \| \| \| \| \| \| \| \| \| \| \| \| \| \| \| \| \| \| \| \| \| \| \| \| \| \| \| \| \| \| \| \| \| \| \| \| \| \| \| \| \| 28. John của Luxembourg, Lãnh chúa xứ Beauvoir \| \| \| \| \| \| \| \| \| \| \| \| \| \| \| \| \| \| \| \| \| \| \| \| \| \| \| \| \| \| \| \| \| \| \| \| \| \| \| \| \| \| \| \| \| \| \| \| \| \| \| \| \| \| 14. Peter của Luxembourg, Bá tước xứ Saint-Pol \| \| \| \| \| \| \| \| \| \| \| \| \| \| \| \| \| \| \| \| \| \| \| \| \| \| \| \| \| \| \| \| \| \| \| \| \| \| \| \| \| \| \| \| \| \| \| \| \| \| \| \| \| \| 29. Margaret, Nữ Bá tước xứ Brienne \| \| \| \| \| \| \| \| \| \| \| \| \| \| \| \| \| \| \| \| \| \| \| \| \| \| \| \| \| \| \| \| \| \| \| \| \| \| \| \| \| \| \| \| \| \| \| \| \| \| \| \| \| \| 7. Jacquetta xứ Luxembourg \| \| \| \| \| \| \| \| \| \| \| \| \| \| \| \| \| \| \| \| \| \| \| \| \| \| \| \| \| \| \| \| \| \| \| \| \| \| \| \| \| \| \| \| \| \| \| \| \| \| \| \| \| \| 30. Francesco del Balzo, Công tước xứ Andria thứ nhất \| \| \| \| \| \| \| \| \| \| \| \| \| \| \| \| \| \| \| \| \| \| \| \| \| \| \| \| \| \| \| \| \| \| \| \| \| \| \| \| \| \| \| \| \| \| \| \| \| \| \| \| \| \| 15. Margaret de Baux \| \| \| \| \| \| \| \| \| \| \| \| \| \| \| \| \| \| \| \| \| \| \| \| \| \| \| \| \| \| \| \| \| \| \| \| \| \| \| \| \| \| \| \| \| \| \| \| \| \| \| \| \| \| 31. Sueva Orsini \| \| \| \| \| \| \| \| \| \| \| \| \| \| \| \| \| \| \| \| \| \| \| \| \| \| \| \| \| \| \| \| \| \| \| \| \| \| \| \| \| \| \| \| \| \| \| \| \| \| \| \| |                                                       |  |  |  |  |  |  |  |  |  |  |  |  |  |  |  |
| |                                                       |  |  |  |  |  |  |  |  |  |  |  |  |  |  |  |
| | 16. Edmund xứ Langley                                 |  |  |  |  |  |  |  |  |  |  |  |  |  |  |  |
| |                                                       |  |  |  |  |  |  |  |  |  |  |  |  |  |  |  |
| |                                                       |  |  |  |  |  |  |  |  |  |  |  |  |  |  |  |
| | 8. Richard xứ Conisburgh, Bá tước thứ 3 xứ Cambridge  |  |  |  |  |  |  |  |  |  |  |  |  |  |  |  |
| |                                                       |  |  |  |  |  |  |  |  |  |  |  |  |  |  |  |
| |                                                       |  |  |  |  |  |  |  |  |  |  |  |  |  |  |  |
| | 17. Isabel của Castilla                               |  |  |  |  |  |  |  |  |  |  |  |  |  |  |  |
| |                                                       |  |  |  |  |  |  |  |  |  |  |  |  |  |  |  |
| |                                                       |  |  |  |  |  |  |  |  |  |  |  |  |  |  |  |
| | 4. Richard xứ York                                    |  |  |  |  |  |  |  |  |  |  |  |  |  |  |  |
| |                                                       |  |  |  |  |  |  |  |  |  |  |  |  |  |  |  |
| |                                                       |  |  |  |  |  |  |  |  |  |  |  |  |  |  |  |
| | 18. Roger Mortimer, Bá tước xứ March thứ 4            |  |  |  |  |  |  |  |  |  |  |  |  |  |  |  |
| |                                                       |  |  |  |  |  |  |  |  |  |  |  |  |  |  |  |
| |                                                       |  |  |  |  |  |  |  |  |  |  |  |  |  |  |  |
| | 9. Anne de Mortimer                                   |  |  |  |  |  |  |  |  |  |  |  |  |  |  |  |
| |                                                       |  |  |  |  |  |  |  |  |  |  |  |  |  |  |  |
| |                                                       |  |  |  |  |  |  |  |  |  |  |  |  |  |  |  |
| | 19. Alianore Holland                                  |  |  |  |  |  |  |  |  |  |  |  |  |  |  |  |
| |                                                       |  |  |  |  |  |  |  |  |  |  |  |  |  |  |  |
| |                                                       |  |  |  |  |  |  |  |  |  |  |  |  |  |  |  |
| | 2. Edward IV của Anh                                  |  |  |  |  |  |  |  |  |  |  |  |  |  |  |  |
| |                                                       |  |  |  |  |  |  |  |  |  |  |  |  |  |  |  |
| |                                                       |  |  |  |  |  |  |  |  |  |  |  |  |  |  |  |
| | 20. John Neville, Nam tước Neville thứ 3 xứ Raby      |  |  |  |  |  |  |  |  |  |  |  |  |  |  |  |
| |                                                       |  |  |  |  |  |  |  |  |  |  |  |  |  |  |  |
| |                                                       |  |  |  |  |  |  |  |  |  |  |  |  |  |  |  |
| | 10. Ralph de Neville, Bá tước xứ Westmorland thứ nhất |  |  |  |  |  |  |  |  |  |  |  |  |  |  |  |
| |                                                       |  |  |  |  |  |  |  |  |  |  |  |  |  |  |  |
| |                                                       |  |  |  |  |  |  |  |  |  |  |  |  |  |  |  |
| | 21. Maud Percy                                        |  |  |  |  |  |  |  |  |  |  |  |  |  |  |  |
| |                                                       |  |  |  |  |  |  |  |  |  |  |  |  |  |  |  |
| |                                                       |  |  |  |  |  |  |  |  |  |  |  |  |  |  |  |
| | 5. Cecily Neville                                     |  |  |  |  |  |  |  |  |  |  |  |  |  |  |  |
| |                                                       |  |  |  |  |  |  |  |  |  |  |  |  |  |  |  |
| |                                                       |  |  |  |  |  |  |  |  |  |  |  |  |  |  |  |
| | 22. John xứ Gaunt                                     |  |  |  |  |  |  |  |  |  |  |  |  |  |  |  |
| |                                                       |  |  |  |  |  |  |  |  |  |  |  |  |  |  |  |
| |                                                       |  |  |  |  |  |  |  |  |  |  |  |  |  |  |  |
| | 11. Joan Beaufort, Bà Bá tước xứ Westmorland          |  |  |  |  |  |  |  |  |  |  |  |  |  |  |  |
| |                                                       |  |  |  |  |  |  |  |  |  |  |  |  |  |  |  |
| |                                                       |  |  |  |  |  |  |  |  |  |  |  |  |  |  |  |
| | 23. Katherine Swynford                                |  |  |  |  |  |  |  |  |  |  |  |  |  |  |  |
| |                                                       |  |  |  |  |  |  |  |  |  |  |  |  |  |  |  |
| |                                                       |  |  |  |  |  |  |  |  |  |  |  |  |  |  |  |
| | 1. Elizabeth xứ York                                  |  |  |  |  |  |  |  |  |  |  |  |  |  |  |  |
| |                                                       |  |  |  |  |  |  |  |  |  |  |  |  |  |  |  |
| |                                                       |  |  |  |  |  |  |  |  |  |  |  |  |  |  |  |
| | 24. John Wydeville                                    |  |  |  |  |  |  |  |  |  |  |  |  |  |  |  |
| |                                                       |  |  |  |  |  |  |  |  |  |  |  |  |  |  |  |
| |                                                       |  |  |  |  |  |  |  |  |  |  |  |  |  |  |  |
| | 12. Sir Richard Wydevill                              |  |  |  |  |  |  |  |  |  |  |  |  |  |  |  |
| |                                                       |  |  |  |  |  |  |  |  |  |  |  |  |  |  |  |
| |                                                       |  |  |  |  |  |  |  |  |  |  |  |  |  |  |  |
| | 25. Isabel Gobion                                     |  |  |  |  |  |  |  |  |  |  |  |  |  |  |  |
| |                                                       |  |  |  |  |  |  |  |  |  |  |  |  |  |  |  |
| |                                                       |  |  |  |  |  |  |  |  |  |  |  |  |  |  |  |
| | 6. Richard Woodville, Bá tước Rivers thứ nhất         |  |  |  |  |  |  |  |  |  |  |  |  |  |  |  |
| |                                                       |  |  |  |  |  |  |  |  |  |  |  |  |  |  |  |
| |                                                       |  |  |  |  |  |  |  |  |  |  |  |  |  |  |  |
| | 26. Thomas Bittlesgate                                |  |  |  |  |  |  |  |  |  |  |  |  |  |  |  |
| |                                                       |  |  |  |  |  |  |  |  |  |  |  |  |  |  |  |
| |                                                       |  |  |  |  |  |  |  |  |  |  |  |  |  |  |  |
| | 13. Joan Bittlesgate                                  |  |  |  |  |  |  |  |  |  |  |  |  |  |  |  |
| |                                                       |  |  |  |  |  |  |  |  |  |  |  |  |  |  |  |
| |                                                       |  |  |  |  |  |  |  |  |  |  |  |  |  |  |  |
| | 27. Joan Beauchamp                                    |  |  |  |  |  |  |  |  |  |  |  |  |  |  |  |
| |                                                       |  |  |  |  |  |  |  |  |  |  |  |  |  |  |  |
| |                                                       |  |  |  |  |  |  |  |  |  |  |  |  |  |  |  |
| | 3. Elizabeth Woodville                                |  |  |  |  |  |  |  |  |  |  |  |  |  |  |  |
| |                                                       |  |  |  |  |  |  |  |  |  |  |  |  |  |  |  |
| |                                                       |  |  |  |  |  |  |  |  |  |  |  |  |  |  |  |
| | 28. John của Luxembourg, Lãnh chúa xứ Beauvoir        |  |  |  |  |  |  |  |  |  |  |  |  |  |  |  |
| |                                                       |  |  |  |  |  |  |  |  |  |  |  |  |  |  |  |
| |                                                       |  |  |  |  |  |  |  |  |  |  |  |  |  |  |  |
| | 14. Peter của Luxembourg, Bá tước xứ Saint-Pol        |  |  |  |  |  |  |  |  |  |  |  |  |  |  |  |
| |                                                       |  |  |  |  |  |  |  |  |  |  |  |  |  |  |  |
| |                                                       |  |  |  |  |  |  |  |  |  |  |  |  |  |  |  |
| | 29. Margaret, Nữ Bá tước xứ Brienne                   |  |  |  |  |  |  |  |  |  |  |  |  |  |  |  |
| |                                                       |  |  |  |  |  |  |  |  |  |  |  |  |  |  |  |
| |                                                       |  |  |  |  |  |  |  |  |  |  |  |  |  |  |  |
| | 7. Jacquetta xứ Luxembourg                            |  |  |  |  |  |  |  |  |  |  |  |  |  |  |  |
| |                                                       |  |  |  |  |  |  |  |  |  |  |  |  |  |  |  |
| |                                                       |  |  |  |  |  |  |  |  |  |  |  |  |  |  |  |
| | 30. Francesco del Balzo, Công tước xứ Andria thứ nhất |  |  |  |  |  |  |  |  |  |  |  |  |  |  |  |
| |                                                       |  |  |  |  |  |  |  |  |  |  |  |  |  |  |  |
| |                                                       |  |  |  |  |  |  |  |  |  |  |  |  |  |  |  |
| | 15. Margaret de Baux                                  |  |  |  |  |  |  |  |  |  |  |  |  |  |  |  |
| |                                                       |  |  |  |  |  |  |  |  |  |  |  |  |  |  |  |
| |                                                       |  |  |  |  |  |  |  |  |  |  |  |  |  |  |  |
| | 31. Sueva Orsini                                      |  |  |  |  |  |  |  |  |  |  |  |  |  |  |  |
| |                                                       |  |  |  |  |  |  |  |  |  |  |  |  |  |  |  |
| |                                                       |  |  |  |  |  |  |  |  |  |  |  |  |  |  |  |

## Hậu duệ
| Tên                                                                | Hình ảnh | Sinh              | Mất               | Ghi chú |
| ------------------------------------------------------------------ | -------- | ----------------- | ----------------- | --- |
| Arthur, Thân vương xứ Wales                                        |          | 20 tháng 9, 1486  | 2 tháng 4, 1502   | Kết hôn với Catalina của Aragón vào năm 1501. Không hậu duệ. |
| Margaret, Vương hậu của Scotland                                   |          | 28 tháng 11, 1489 | 18 tháng 10, 1541 | Kết hôn (1) James IV của Scotland vào năm 1503. Có hậu duệ. Kết hôn (2) Archibald Douglas, Bá tước thứ 6 xứ Angus vào năm 1514. Có hậu duệ. Kết hôn (3) Henry Stewart, Lãnh chúa Methven thứ nhất vào năm 1528. Không hậu duệ. |
| Henry VIII, Quốc vương nước Anh                                    |          | 28 tháng 6, 1491  | 28 tháng 1, 1547  | Kết hôn (1) Catalina của Aragón vào năm 1509, có hậu duệ. Kết hôn (2) Anne Boleyn vào năm 1533, có hậu duệ. Kết hôn (3) Jane Seymour (1503–1537) vào năm 1536; có hậu duệ. Kết hôn (4) Anna xứ Kleve vào năm 1540, không hậu duệ. Kết hôn (5) Catherine Howard vào năm 1540, không hậu duệ. Kết hôn (6) Catherine Parr vào năm 1543, không hậu duệ. |
| Elizabeth Tudor                                                    |          | 2 tháng 7, 1492   | 14 tháng 9, 1495  | Chết yểu. |
| Mary, Vương hậu nước Pháp, sau thành Công tước phu nhân xứ Suffolk |          | 18 tháng 3, 1496  | 25 tháng 6, 1533  | Kết hôn (1) Louis XII, Quốc vương nước Pháp (1462–1515) vào năm 1514. Kết hôn (2) Charles Brandon, Công tước xứ Suffolk (1484–1545) vào năm 1515. Mary là bà ngoại của Jane Grey. |
| Edmund Tudor, Công tước xứ Somerset                                |          | 21 tháng 2, 1499  | 19 tháng 6, 1500  | Chết yểu. |
| Katherine Tudor                                                    |          | 2 tháng 2, 1503   | 10 tháng 2, 1503  | Chết yểu. Elizabeth sau khi sinh Katherine cũng qua đời không lâu sau đó. |

## Trong văn hóa đại chúng

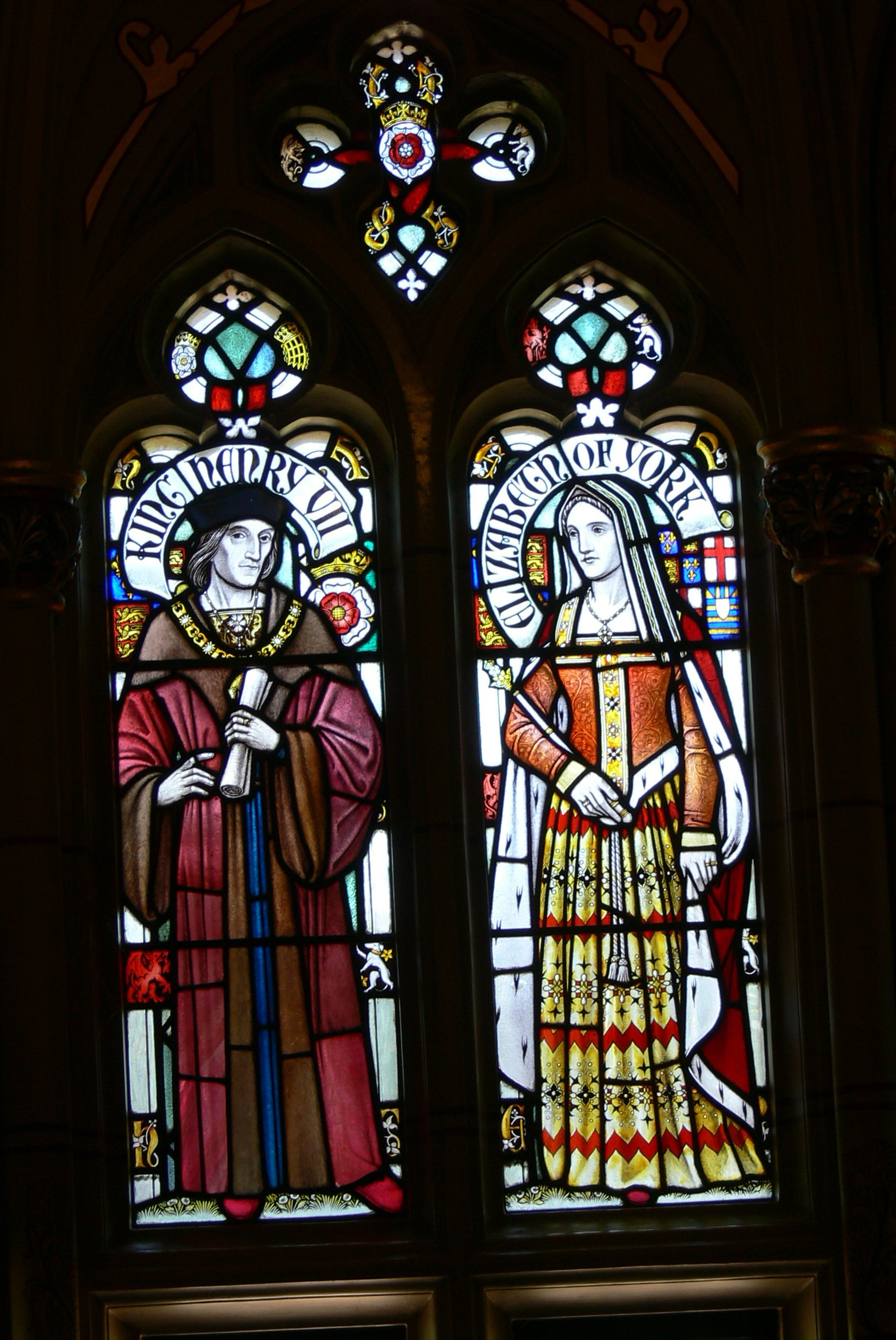
Henry và Elizabeth, hình ảnh trên kính màu ở Lâu đài Cardiff.

Rất nhiều nhà nghiên cứu sử học tìm hiểu về Elizabeth xứ York, họ viết ra nhiều phiên bản Lý lịch cá nhân (Biography) dựa theo khả năng thu thập tiêu liệu của mình:
- The Last Medieval Queens: English Queenship 1445–1503 bởi J. L. Laynesmith. Oxford, 2004.
- Elizabeth of York - Arlene Naylor Okerlund. New York: Palgrave Macmillan, 2009.
- Elizabeth of York: Tudor Queen - Nancy Lenz Harvey.[54]
- Elizabeth of York, the Lost Tudor Queen - Amy Licence. Amberley 2013
- Elizabeth of York - Alison Weir. Jonathan Cape và Ballantine, 2013.

Cuộc đời của Elizabeth xứ York cũng là một đề tài tiểu thuyết, bên cạnh bối cảnh là một công chúa nhà York, cuộc hôn nhân cưỡng ép với Henry Tudor, thì việc Richard III từng được đồn muốn cưới bà cũng trở thành nguồn cốt truyện được tận dụng trong rất nhiều cuốn tiểu thuyết về thời Sơ kỳ Tudor này:
- The Tudor Rose (1953), tác giả Margaret Campbell Barnes. Cốt truyện đem Elizabeth xứ York thành phần thưởng cho cuộc chiến giữa Richard III và Henry Tudor, trong đó Richard bị xem là kẻ tình nghi giết hai người em của bà, còn Henry trở thành cứu tinh.
- Richmond and Elizabeth (1970), tác giả Brenda Honeyman. Bộ tiểu thuyết lấy góc nhìn hôn nhân của Elizabeth xứ York cùng Henry Tudor, trong đó tác giả duy trì tình cảm loạn luân mà Elizabeth dành cho người chú Richard.
- Elizabeth the Beloved (1972), tác giả Maureen Peters. Bộ truyện tập trung quan hệ cảm xúc của Elizabeth với cha bà, Edward IV; chú bà, Richard III cùng người chồng tương lai, Henry Tudor.
- The Dragon and the Rose (1977), tác giả Roberta Gellis. Cốt truyện tập trung về Henry Tudor, được ví như con rồng, khi từ nhỏ được trau dồi và định sẵn trở thành người thừa kế nhà Lancaster bởi mẹ ruột, Lady Magaret Beaufort. Elizabeth xứ York trong truyện được ví như hoa hồng, dễ kích động nhưng trung thành với Henry, một người chỉ vừa lên ngôi, đa nghi và vốn ngờ vực vợ mình, người xuất thân từ gia tộc kẻ thù.
- Plantagenet Princess (1981), tác giả Hilda Brookman Stanier. Cuốn tiểu thuyết nhấn mạnh liệu Elizabeth xứ York có hay không yêu người chú ruột, mối quan hệ với mẹ chồng là Lady Magaret Beaufort cũng như tình cảm từ Henry Tudor dành cho bà.
- Uneasy Lies the Head (1982), sau tái bản với cái tên To Hold the Crown: The Story of Henry VII and Elizabeth of York (2008), tác giả Jean Plaidy. Cốt truyện tiểu thuyết nhấn mạnh cuộc hôn nhân đầy kịch tính nhưng không kém phần ngọt ngào giữa Elizabeth xứ York và Henry Tudor, từ khi họ cùng nhau trị vì nước Anh, đến khi cảm xúc mất đi đứa con trai Arthur và cái chết của chính Elizabeth.
- The Sunne in Splendour (1982), tác giả Sharon Penman. Cuốn tiểu thuyết là về cuộc đời của Richard III nước Anh, từ khi còn là một cậu bé đến khi tử trận tại Trận Bosworth. Tiểu thuyết đề cập việc Elizabeth xứ York yêu người chú Richard rất mãnh liệt và cảm xúc đau đớn cùng thất vọng khi không thể làm vợ ông.
- Queen's Ransom (1986), tác giả Anne Powers. Bộ tiểu thuyết dưới 3 góc nhìn của 3 người phụ nữ nhà York, Elizabeth xứ York là một trong ba, bên cạnh mẹ là Elizabeth Woodville cùng người thím kiêm chị họ Anne Neville.
- The Constant Princess (2005), The White Queen (2009), The Red Queen (2010), The Kingmaker's Daughter (2012) và The White Princess (2013), tác giả Philippa Gregory. Tác giả xây dựng Elizabeth xứ York đem lòng yêu người chú Richard III, thậm chí có khả năng từng quan hệ tình dục.
- The King's Daughter (2008), tác giả Sandra Worth. Tiểu thuyết tiếp tục khắc họa Elizabeth xứ York đem lòng yêu người chú Richard III, nhưng chấp nhận sứ mệnh phải làm vợ Henry Tudor, trong khi linh hồn trao cho chú mình còn trái tim trao cho nước Anh.
- The King's Grace (2009), tác giả Anne Easter Smith. Cuốn tiểu thuyết tập trung về Grace Plantagenet - một người con gái ngoài giá thú của Edward IV, được ghi nhận tham dự tang lễ của Elizabeth Woodville. Trong truyện Elizabeth xứ York đã là vợ của Henry Tudor, và Grace Plantagenet tập trung tìm sự thực về cái chết của hai vị Vương tử trong tòa tháp, cũng như thân phận của Perkin Warbeck.
- A Song of Sixpence: The Story of Elizabeth of York and Perkin Warbeck (2015), tác giả Judith Arnopp. Cuốn tiểu thuyết tập trung về Elizabeth xứ York và việc giằng xé giữa nghĩa vụ dành cho chồng mình, với tình cảm gia đình dành cho người em trai còn sống sót trong Tòa tháp đang đòi quyền kế vị khỏi tay nhà Tudor, cậu bé hiện tại đã đổi tên thành Perkin Warbeck.
- Plantagenet Princess, Tudor Queen (2015), tác giả Samantha Wilcoxson. Cuốn tiểu thuyết tập trung về cuộc đời Elizabeth xứ York từ trước và sau khi Edward IV qua đời, sự nghi ngờ với người chú Richard III và cảm xúc hôn nhân với người mà bà được hứa hôn, Henry Tudor.

Đi kèm tiểu thuyết, phim ảnh và kịch cũng trở thành một mảng văn hóa lớn:
- The Tragedy of Richard III, vở kịch của William Shakespeare.
- Richard III (1995), diễn bởi Kate Steavenson-Payne.
- The Shadow of the Tower, diễn bởi Norma West.
- Princes in the Tower (2005), diễn bởi Nadia Cameron Blakey.
- The White Queen (2013), diễn bởi Freya Mavor.
- The White Princess (2017), diễn bởi Jodie Comer.
- The Spanish Princess (2019), diễn bởi Alexandra Moen.